# マリア・パヴロヴナ (ロシア大公妃)
マリア・パヴロヴナ（ロシア語: Мария Павловна, ラテン文字転写: Maria Pavlovna, 1854年5月14日 - 1920年9月6日）は、帝政ロシアの女性皇族、ロシア大公妃。皇帝アレクサンドル2世の三男ウラジーミル大公の妻。ドイツのメクレンブルク＝シュヴェリーン大公家出身で、ドイツ語名はマリー・アレクサンドリーネ・エリーザベト・エレオノーレ・ツー・メクレンブルク（Marie Alexandrine Elisabeth Eleonore zu Mecklenburg [-Schwerin]）。家族内の愛称はミーヒェン（Miechen）。「居並ぶ大公妃方の中の第一人者」と言われ、義姉のマリア・フョードロヴナ皇后とは、帝政末期のロシア貴族社会における影響力の大きさをめぐって競い合った。

## 生涯
メクレンブルク＝シュヴェリーン大公フリードリヒ・フランツ2世とその最初の妻でロイス＝ケストリッツ侯子ハインリヒ63世の娘であるアウグステの間の第3子、長女としてルートヴィヒスルスト城で誕生。最初、同名の継母マリーの親類であるシュヴァルツブルク＝ルードルシュタット侯ゲオルク・アルベルトと婚約していたが、又従兄（祖母同士が姉妹）にあたるウラジーミル大公と出会うとすぐさま破棄した。ウラジーミルとの婚約が成立した後、マリアが正教への改宗を拒否したため、結婚するまで3年を要した。結局ルター派のままウラジーミルと結婚することが義父の皇帝に許され、1874年8月28日に結婚した。彼女は生涯のほとんどをルター派で過ごしたが、後年、長男キリルの帝位継承の見込みが高まったと見るや、彼の帝位継承権を有効にするべく正教に改宗している。
宮殿通りに建つ壮麗なウラジーミル宮殿の女主人となったマリアは、帝都で最も洗練された社交界の女王としての名声を得るべく精力的に社交に明け暮れた。ギャンブルに目の無い大公妃は、甥の皇帝ニコライ2世の禁令を無視して私邸でルーレットやバカラの賭博を続けたため、一時宮中への出入りを禁じられたこともあった。公務の上では、1909年死去した夫から帝国美術アカデミー総裁職を引き継いだ。
ニコライ2世の治世末期には、マリア・パヴロヴナのサロンは帝都で最もコスモポリタンで人気の高い社交場との評価を得ていた。傲慢な大公妃と皇帝夫妻の間柄は険悪だった。他の皇族たちと同様、マリア・パヴロヴナもまた、1915年8月にニコライ2世が自らロシア全軍の総司令官となり、政務をアレクサンドラ・フョードロヴナ皇后に委ねると決断したとき、旧秩序の崩壊を憂えてこれに反対した。1916年の冬から1917年の年明けにかけ、マリアが自分の息子たちを引き入れて、皇帝に対するクーデタを企図しているという噂は広く知れ渡っていた。その計画は、皇帝を退けて病身のアレクセイ皇太子を登極させ、自分の長男キリルもしくは前総司令官ニコライ・ニコラエヴィチを摂政に据える、という内容であったとされる。この計画を裏付ける資料は存在しないが、国会議長ミハイル・ロジャンコはマリア・パヴロヴナが当時「皇后を破滅させてやる」と息巻いていたと証言している。
マリア・パヴロヴナはロシア革命勃発後も長男キリルが皇帝となる可能性を諦めきれず、1918年まで政情不安の色濃いカフカース地方に下の2人の息子とともに留まっていた。ボリシェヴィキ勢力がカフカースに迫ると、一行は釣り船で黒海北岸の港町アナパに脱出した。ここで彼女は次男ボリスのロシア出国に同行するのを拒否し、14か月にわたってアナパに滞在した。この間、イスタンブル経由で脱出するチャンスもあったが、トルコ入国時にシラミ駆除の検査・処置を受ける屈辱に耐えきれず断念した。しかし白軍の将軍からの敗色濃厚との連絡を受け、ついに出国を決意する。1920年2月13日、大公妃は三男アンドレイ、その愛妾マチルダ・クシェシンスカヤと2人の間の息子ウラジーミルに伴われ、ヴェネツィア行きのイタリア船舶に乗り込んだ。ヴェネツィアからスイス経由で北フランスに移るが、そこで体調を崩した。1920年9月、ロレーヌ地方の保養地コントレクセヴィルに借りていたヴィラで家族に見守られながら66歳で死去した。
1920年の年初に黒海沿岸のノヴォロシースクで偶然マリア・パヴロヴナと再会した姪オリガ・アレクサンドロヴナ大公女は、叔母の姿を次のように記憶している。「彼女は頑なに過去の栄華の名残を留める装飾品で身を包んでいた。言葉に表せないほどの危険や困難を経験し、いくぶん世渡りの知恵もついたようだ…［白軍の］将軍たちに一台の荷馬車と老馬を用意してもらい、ミーヒェン叔母はここまで荷馬車に揺られて長い旅をしてきたのだった。もちろんボロボロなのだが…それでも叔母が自分で苦労して手に入れたものだった。私は生まれて初めて叔母にキスすることに嫌悪を感じなかった…」。

## 遺産

### 宝飾品

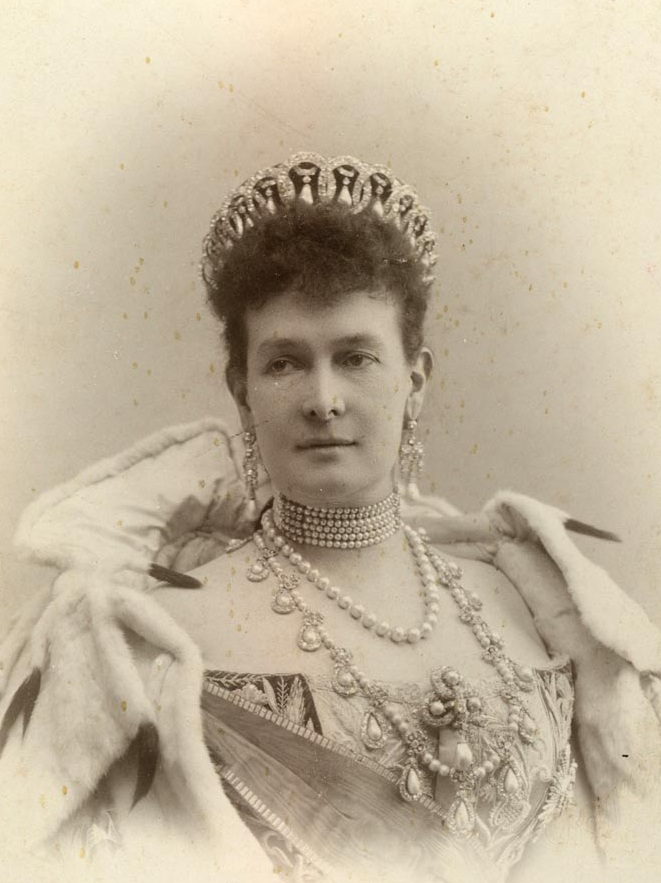
ウラジーミル・ティアラを着けたマリア・パヴロヴナ、1908年

マリア・パヴロヴナは宝石の収集に情熱を注ぎ、そのコレクションは世界的に有名だった。収集品の中には、エカチェリーナ2世の所有していた100カラットのエメラルド、フランス皇后ジョゼフィーヌの所有していた5カラットのルビーなどが含まれた。
ロシア革命後、大公妃の一家と親しかったイギリス人美術商アルバート・ストップフォードが妃の貴重な宝石類を宮殿から運び出し、密かにロシア国外へ持ち出して救出した。マリア・パヴロヴナの没後、その宝石類は彼女の家族の亡命皇族としての生活を維持するための資金源となり、売り払われた。
購入者のうち、ロマノフ家の宝飾品を買い漁ったことで有名なイギリス王妃メアリーはウラジーミル・ティアラを入手した。これは真珠が付いたダイヤモンドの環の連なりで構成された豪奢なティアラで、のちにメアリーの孫娘エリザベス2世の頭上を飾った。ティアラのフレームは大公妃所有時は金製だったが、現在のフレームはガラードのプラチナ製のものに換えられている。
義理の姪の1人ルーマニア王妃マリアは、カルティエ製のココシュニック型のサファイアのティアラを買い取った。長女エレナの義理の姉妹にあたるギリシャのアナスタシア王女は、ルビーのパリュール（一揃いの装身具セット）を購入した。大公妃のコレクションの一部を買い取った者のリストには、女相続人のバーバラ・ハットンや女優のエリザベス・テイラーも含まれた。

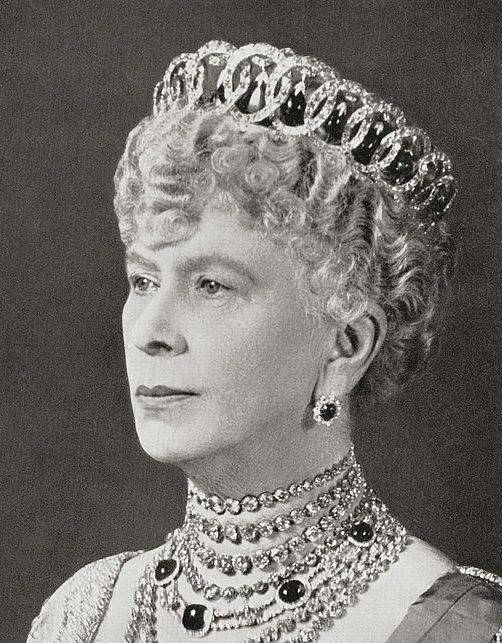
ウラジーミル・ティアラを着けたイギリス王妃メアリー、1934年
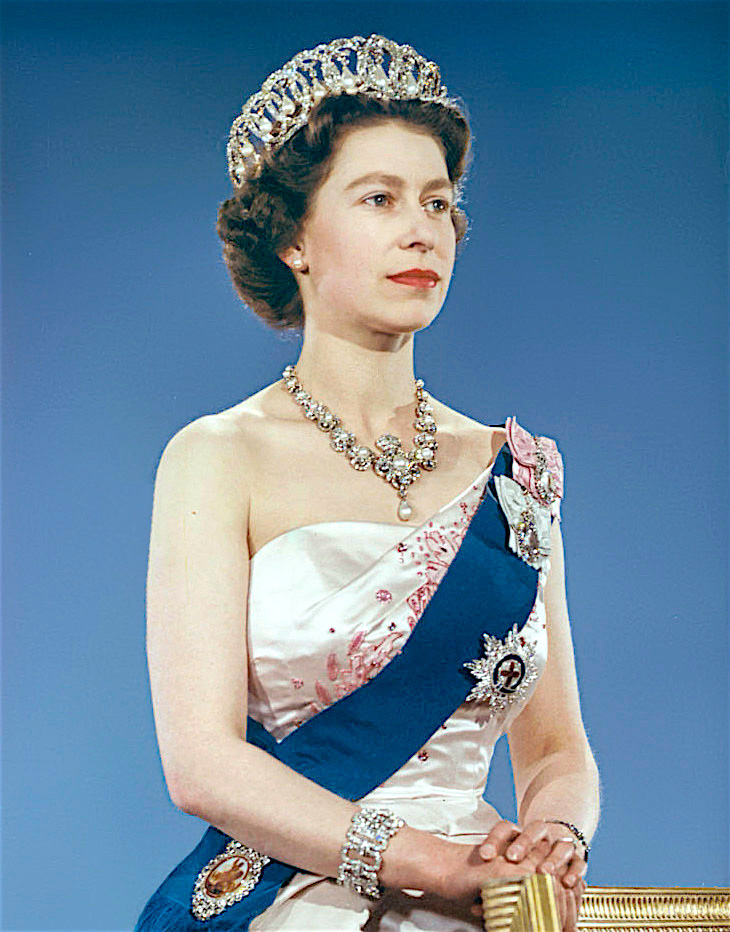
ウラジーミル・ティアラを着けたイギリス女王エリザベス2世、1959年

.

### 子孫

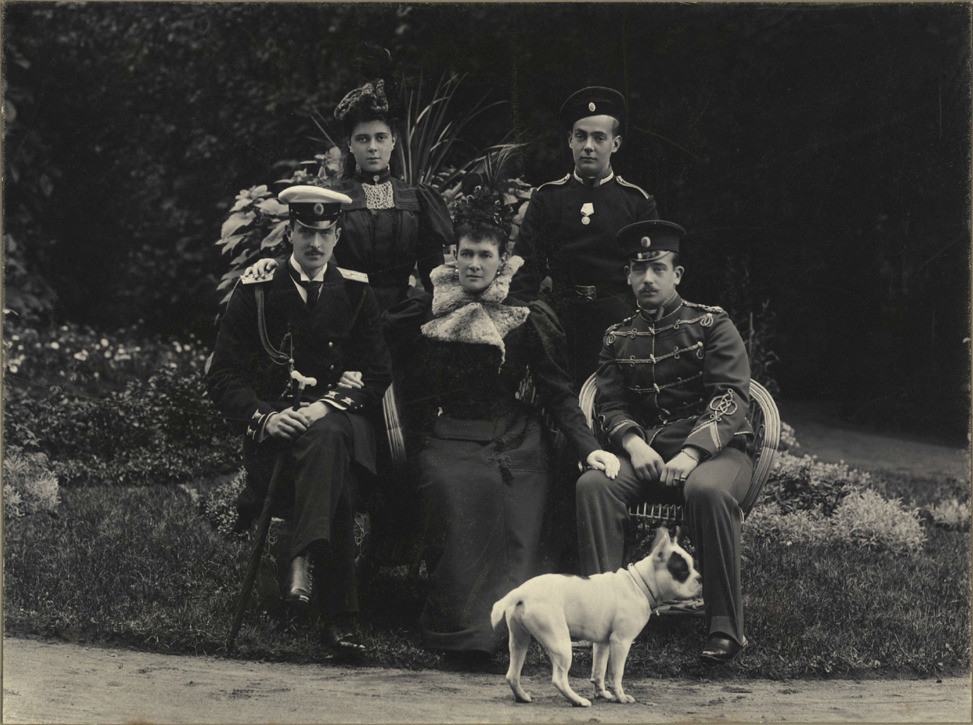
マリア・パヴロヴナと成人した4人の子供たち

夫との間には5人の子が生まれ、うち3人の男子と1人の女子が成育した。
- アレクサンドル（1875年 - 1877年）
- キリル（1876年 - 1938年） - 1905年イギリス王女ヴィクトリア・メリタと結婚
- ボリス（英語版）（1877年 - 1943年） - 1919年ジナイーダ・ラシェフスカヤ（ロシア語版）と結婚
- アンドレイ（1879年 - 1956年） - 1921年マチルダ・クシェシンスカヤと結婚
- エレナ（1882年 - 1957年） - 1902年ギリシャ王子ニコラオスと結婚

最年長の息子キリルは叔母のエディンバラ公爵夫人マリア・アレクサンドロヴナの娘、ヴィクトリア・メリタと結婚した。ロシア正教会が従兄妹婚を禁じているうえ、彼女はニコライ2世の妻アレクサンドラ皇后の兄の元妻であり、皇帝はこの結婚を許可せず、罰としてキリルの皇族身分を剥奪した。これはウラジーミル大公一家と皇帝一家との関係悪化を引き起こした。しかし数年後、帝位継承に不安を覚えた皇帝は、キリルの結婚を認めて皇族身分に戻し、継承順位第3位に復させた。キリルの孫娘マリヤ・ウラジーミロヴナが、異論はあるものの、現在のロシア帝位請求者と見なされている。

## 引用
1. ↑  Profile at www.angelfire.com
2. ↑  Charlotte Zeepvat, The Camera and the Tsars: A Romanov Family Album, Sutton Publishing, 2004, p. 45
3. ↑  Morgan, Diane (2007). From Satan's Crown to the Holy Grail: Emeralds in Myth, Magic and History. Westport, Ct: Praeger. pp. 134
4. ↑  1913; An End and a Beginning, Virginia Cowles
5. ↑  Robert K. Massie, Nicholas and Alexandra, 1967, p. 388
6. ↑  Gelardi, Julia (April 24, 2012). The Romanov Women: From Spendour to Revolution from 1847-1918 (Reprint ed.). St. Martin's Griffin. pp. 175–177. ISBN 1250001617
7. ↑  Massie, pp. 388-90; Nelipa (2010) The Murder of Grigorii Rasputin. A Conspiracy That Brought Down the Russian Empire, p. 493.
8. ↑  Massie, p. 389
9. ↑  John Curtis Perry and Constantine Pleshakov, The Flight of the Romanovs, Perseus Books Group, 1999, pp. 228-32
10. ↑  Perry and Pleshakov, pp. 263-4
11. ↑  Vorres, Ian (1965). The Last Grand Duchess. Scribner. ASIN B-0007-E0JK-0
12. ↑  “Decree of Emperor Nicholas II Concerning the Recognition of the Wedding of Grand Duke Kirill Wladimirovich and Granting to His Wife and Descendants Those Rights Belonging to Members of the Russian Imperial Family”. Russian Imperial House.   Russian Imperial House. 2014年8月3日閲覧。